# Молдалієв Орозбек Абдисаламович
Орозбек Абдисаламович Молдалієв (нар. 9 серпня 1947 року, село Тунук, Калінінський район, Чуйська область, Киргизька РСР, СРСР) — киргизький політолог і державний діяч, фахівець з національної і регіональної безпеки, питань регіонального ексремізму і тероризму. Кандидат політичних наук, професор. Державний радник державної служби 3-го класу.

## Біографія
Народився 9 серпня 1947 року в селі Тунук Калінінського району Чуйської області.
У 1971 році закінчив лікувальний факультет Киргизького державного медичного інституту за спеціальністю «лікувальна справа».
У 1971—1972 роки — клінічний ординатор Науково-дослідного інституту онкології та радіології.
У 1972—1994 роки проходив військову службу в Прикордонних військах КДБ СРСР, прикордонних загонах в Ошській і Наринської областях, а також Караколі.
У 1995—1998 роках — заступник директора Міжнародного інституту стратегічних досліджень при Президентові Киргизької Республіки.
У 1998—2000 роках — директор бюро міжнародної торгівлі та безпеки.
З 2001 року — 1-й секретар Посольства Киргизької Республіки в Узбекистані.
У 2001—2002 роках — радник Управління стратегічних досліджень і правових проблем Міністерства закордонних справ Киргизької Республіки.
З 2002 року — виконувач обов'язків професора Дипломатичної Академії Міністерства закордонних справ Киргизької Республіки. Директор Центру з вивчення зовнішньої політики Дипломатичної Академії Міністерства закордонних справ Киргизької Республіки.
У 2003 році Киргизько-Російському Слов'янському університеті під науковим керівництвом доктора історичних наук, професора А. А. Акунова захистив дисертацію на здобуття наукового ступеня кандидата політичних наук на тему «Пріоритетні проблеми нетрадиційних загроз безпеки Центральної Азії в умовах глобалізації» (спеціальність 23.00.04 «Політичні проблеми міжнародних відносин та глобального розвитку»).
З лютого 2010 року — завідувач кафедри гуманітарних і суспільних наук Східного університету.
Професор Міжнародного університету в Центральній Азії.
У січні 2011 — 22 травня 2012 року — завідувач відділу стратегічного аналізу та моніторингу розвитку Апарату Президента Киргизької Республіки.
З вересня 2012 року — повноважний представник Президента в Парламенті Киргизької Республіки.
З 17 січня 2014 року — директор Державної комісії у справах релігій Киргизької Республіки.
Проходив підготовку на курсах Школи спеціальних операцій ВПС США і Коледжу стратегічних досліджень та оборонної економіки Європейського центру проблем безпеки імені Джорджа Маршалла.
Був членом робочих груп «Регіональна стабільність в Центральній Азії» і «Боротьба з тероризмом» Консорціуму оборонних академій та інститутів, що займають дослідженням безпеку в рамках програми НАТО «Партнерство заради миру».

## Нагороди
- Орден «Знак Пошани» (1984)
- Медалі «За бездоганну службу» II і III ступенів
- Заслужений ветеран (1999)

## Наукові праці

### Монографії
- Молдалієв О. А. Сучасні виклики безпеці Киргизстану і Центральної Азії. — Бішкек: Фонд імені Фрідріха Еберта, 2001. — 142 с.
- Молдалієв О. А. Ісламізм і міжнародний тероризм: загроза ісламу або загроза ісламу?. — Бішкек: Фонд імені Фрідріха Еберта, 2004. — 200 с.

### Статті
- Молдалієв О. А. Іслам, конфлікти та безпека в Центральній Азії // Центральна Азія і культура світу. — Бішкек, 1999.
- Молдалієв О. А. Ісламський екстремізм в Центральній Азії // Центральна Азія і Кавказ. — 2000. — № 5 (11).
- Молдалієв О. А. Дивна війна в Долині Отрути. Баткен, 1999. // Центральна Азія і Кавказ. — 2000. — № 1 (7).
- Молдалієв О. А. Нетрадиційні загрози безпеці країн Центральної Азії // Центральна Азія і Кавказ. — 2001. — № 1 (13).
- Молдалієв О. А. Сучасний тероризм: аспекти фінансування // Центральна Азія і Кавказ. — 2004. — № 2 (32).
- Молдалієв О. А. Проблеми регіональної, національної безпеки і міжнародних відносин в Центральній Азії // Alatoo Academic Studies. — Бішкек: Міжнародний університет Ататюрк-Алатоо, 2015. — № 4. — С. 47-57. — ISSN 1694-5263.